# Уайтмор, Катберт
Катберт Джордж Фламанк Уайтмор (англ. Cuthbert George Flamank Whitemore; 1877 — 10 сентября 1927, Лондон) — британский пианист, дирижёр и музыкальный педагог.
Учился в Королевской академии музыки у Тобайаса Маттея, в бытность студентом был удостоен (1897) премии миссис Хиткоут Лонг, присуждавшейся талантливым студентам-пианистам. Затем на протяжении ряда лет преподаватель в школе пианистов Маттея; среди его учеников, в частности, Харольд Крэкстон, приватным образом у Уайтмора училась Филлис Зеллик.
Уайтмор концертировал как пианист (приняв участие, в частности, в Променадных концертах 1903 года, затем в большей степени работал как дирижёр — на рубеже 1910-20-х гг. осуществил несколько записей с Эолийским оркестром (камерным составом, созданным для записей компанией Æolian Company), в том числе первую часть Неоконченной симфонии Франца Шуберта и две арии Джакомо Пуччини (Recondita armonia из «Тоски» и Che gelida manina из «Богемы») с солистом Владимиром Розингом.
Уайтмор работал над несколькими сборниками учебных пьес и этюдов, частично вместе с женой, пианисткой Фридой Уайтмор; наиболее известный из них — «Сто лучших коротких классических пьес» (англ. The Hundred Best Short Classics; 1927), в семи выпусках, из которых первые четыре отредактировал сам Уайтмор, а последние три, после его смерти, — Харольд Сэмюэл. Он также опубликовал брошюру «Здравый смысл в фортепианной игре» (англ.  Commonsense in Pianoforte Playing; 1926).